# واتارو ساساكي
واتارو ساساكي (باليابانية: 佐々木 渉) (28 يوليو 1996 في ميتاكا في اليابان – )؛ هو لاعب كرة قدم ياباني سابق كان يلعب كلاعب وسط.

## وصلات خارجية
- واتارو ساساكي على موقع الاتحاد الدولي (مؤرشف)  (الإنجليزية)
- واتارو ساساكي على موقع رابطة كرة القدم اليابانية للمحترفين (اليابانية)
- واتارو ساساكي على موقع قاعدة بيانات كرة القدم.إي يو (الإنجليزية)
- واتارو ساساكي على موقع Soccerway.com (الإنجليزية)
- واتارو ساساكي على موقع عالم كرة القدم.نت (الإنجليزية)
- واتارو ساساكي على موقع كووورة